# Judith Arndt
Judith Arndt (Königs Wusterhausen, 23 de julio de 1976) es una deportista alemana que compitió en ciclismo en las modalidades de ruta y pista, especialista en las pruebas de persecución individual y puntuación; en ruta, perteneció al equipo australiano GreenEDGE. Ha sido tres veces campeona mundial en ruta (en los años 2004, 2011 y 2012) y una vez campeona mundial en pista (1997).
Participó en cinco Juegos Olímpicos de Atlanta 1996, entre los años 1996 y 2012, obteniendo en total tres medallas: bronce en Atlanta 1996, en la prueba de persecución individual, plata en Atenas 2004, en la carrera de ruta, y plata en Londres 2012, en la contrarreloj.
En carretera sus mayores éxitos incluyen la victoria en dos ediciones del Tour de l'Aude Femenino (ganando además 4 etapas) y cuatro victoria de etapa en el Tour de Francia Femenino. Además de adjudicarse la Copa del Mundo de Ciclismo Femenina en 2008. Además, ganó diez medallas en el Campeonato Mundial de Ciclismo en Ruta entre los años 1997 y 2012.
En pista obtuvo seis medallas en el Campeonato Mundial de Ciclismo en Pista entre los años 1997 y 2000.
Desde 1996 es pareja de la también exciclista profesional Petra Rossner, formando así la primera pareja reconocida de lesbianas en el ciclismo. De hecho, Judith protestó ante su seleccionador con un corte de mangas al conseguir la medalla de plata en la prueba de ruta de los Juegos Olímpicos de Atenas 2004 por no haber sido seleccionada Petra para dicho evento.

## Medallero internacional

### Ciclismo en ruta
| Juegos Olímpicos   | Juegos Olímpicos          | Juegos Olímpicos  | Juegos Olímpicos         |
| Año                | Lugar                     | Medalla           | Competición              |
| ------------------ | ------------------------- | ----------------- | ------------------------ |
| 2004               | Atenas (Grecia)           | Medalla de plata  | Ruta                     |
| 2012               | Londres (Alemania)        | Medalla de plata  | Contrarreloj             |
| Campeonato Mundial |                           |                   |                          |
| Año                | Lugar                     | Medalla           | Competición              |
| 1997               | San Sebastián (España)    | Medalla de bronce | Contrarreloj             |
| 2003               | Hamilton (Canadá)         | Medalla de plata  | Contrarreloj             |
| 2004               | Verona (Italia)           | Medalla de oro    | Ruta                     |
| 2004               | Verona (Italia)           | Medalla de plata  | Contrarreloj             |
| 2008               | Varese (Italia)           | Medalla de bronce | Ruta                     |
| 2008               | Varese (Italia)           | Medalla de bronce | Contrarreloj             |
| 2010               | Melbourne (Australia)     | Medalla de plata  | Contrarreloj             |
| 2011               | Copenhague (Dinamarca)    | Medalla de oro    | Contrarreloj             |
| 2012               | Valkenburg (Países Bajos) | Medalla de oro    | Contrarreloj             |
| 2012               | Valkenburg (Países Bajos) | Medalla de plata  | Contrarreloj por equipos |

### Ciclismo en pista
| Juegos Olímpicos   | Juegos Olímpicos         | Juegos Olímpicos  | Juegos Olímpicos       |
| Año                | Lugar                    | Medalla           | Competición            |
| ------------------ | ------------------------ | ----------------- | ---------------------- |
| 1996               | Atlanta (Estados Unidos) | Medalla de bronce | Persecución individual |
| Campeonato Mundial |                          |                   |                        |
| Año                | Lugar                    | Medalla           | Competición            |
| 1997               | Perth (Australia)        | Medalla de oro    | Persecución individual |
| 1998               | Burdeos (Francia)        | Medalla de bronce | Persecución individual |
| 1999               | Berlín (Alemania)        | Medalla de plata  | Persecución individual |
| 1999               | Berlín (Alemania)        | Medalla de plata  | Puntuación             |
| 2000               | Mánchester (Reino Unido) | Medalla de plata  | Persecución individual |
| 2000               | Mánchester (Reino Unido) | Medalla de plata  | Puntuación             |

## Palmarés

### Pista
| 1995 - 2.ª en el Campeonato de Alemania (persecución) 1996 - Campeonato de Alemania (persecución) - Campeonato de Alemania (puntuación) - 3.ª en los Juegos Olímpicos (persecución) 1997 - Campeonato Mundial (persecución) 1998 - 3.ª en el Campeonato Mundial (persecución) 1999 - Campeonato de Alemania (persecución) - 2.ª en el Campeonato Mundial (persecución) - 2.ª en el Campeonato Mundial (puntuación) | 2000 - Campeonato de Alemania (persecución) - Campeonato de Alemania (puntuación) - 2.ª en el Campeonato Mundial (persecución) - 2.ª en el Campeonato Mundial (puntuación) 2001 - 2.ª en el Campeonato de Alemania (puntuación) 2011 - 3.ª en el Campeonato de Alemania (ómnium) |

### Ruta
| 1995 - 2.ª en el Campeonato de Alemania Contrarreloj 1996 - 2.ª en el Campeonato de Alemania Contrarreloj 1997 - 2.ª en el Campeonato de Alemania Contrarreloj - 3.ª en el Campeonato de Alemania en Ruta - 3.ª en el Campeonato Mundial Contrarreloj 1998 - Campeonato de Alemania Contrarreloj - 2.ª en el Campeonato de Alemania en Ruta 1999 - Campeonato de Alemania Contrarreloj - Tour de Bretaña Femenino - Eurosport Tour - 1 etapa del Holland Ladies Tour 2001 - Campeonato de Alemania Contrarreloj - 3.ª en el Campeonato de Alemania en Ruta - Rotterdam Tour - Gracia-Orlová - 1 etapa del Tour de l'Aude - 1 etapa de la Women's Challenge - Tour de Bretaña Femenino, más 1 etapa 2002 - Campeonato de Alemania en Ruta - 1 etapa de la Grande Boucle - Women's Challenge, más 2 etapas - Tour de Snowy - Redlands Bicycle Classic, más 2 etapas - Tour de l'Aude , más 1 etapa 2003 - Campeonato de Alemania Contrarreloj - Tour de l'Aude - 3 etapas de la Grande Boucle - 2.ª en el Campeonato Mundial Contrarreloj 2004 - 2.ª en el Tour de l'Aude - Tour de Grand Montréal, más 1 etapa - 2.ª en los Juegos Olímpicos en Ruta - 2.ª en el Campeonato Mundial Contrarreloj - Campeonato Mundial en Ruta - Ranking UCI 2005 - 1 etapa del Tour de Nueva Zelanda Femenino - Gracia-Orlová, más 2 etapas - Vuelta a Castilla y León, más 1 etapa - Campeonato de Alemania Contrarreloj - 2 etapas del Tour de Feminin-Krásná Lípa - GP de Galles 2006 - Gran Premio de Montreal - Gracia-Orlová, más 3 etapas - 1 etapa del Tour de Grand Montréal - 1 etapa del Holland Ladies Tour | 2007 - Tour de Turingia femenino, más 1 etapa - Gracia-Orlová, más 2 etapas - Tour de Nueva Zelanda Femenino, más 1 etapa - 1 etapa del Tour de Grand Montréal - 1 etapa del Giro de Italia Femenino - 1 etapa del Tour de l'Aude - 1 etapa del Holland Ladies Tour - 2 etapas del Giro de la Toscana-Memorial Michela Fanini - 3.ª en el Campeonato de Alemania Contrarreloj 2008 - Tour de Flandes - Gran Premio de Montreal - Tour de Grand Montréal, más 3 etapas - Vuelta a Núremberg - Tour de Turingia femenino - Giro de la Toscana-Memorial Michela Fanini, más 1 etapa - 1 etapa del Tour de l'Aude - Copa del Mundo - 2.ª en el Campeonato de Alemania Contrarreloj - 3.ª en el Campeonato Mundial Contrarreloj - 3.ª en el Campeonato Mundial en Ruta 2009 - Iurreta-Emakumeen Bira, más 3 etapas - 1 etapa del Giro de Italia Femenino - 2.ª en el Campeonato de Alemania Contrarreloj 2010 - Campeonato de Alemania Contrarreloj - 2.ª en el Campeonato de Alemania en Ruta - 1 etapa de la Iurreta-Emakumeen Bira - 1 etapa de la La Route de France - Giro de la Toscana-Memorial Michela Fanini - 2.ª en el Campeonato Mundial Contrarreloj 2011 - Campeonato de Alemania Contrarreloj - 2.ª en el Campeonato de Alemania en Ruta - 1 etapa de la Jayco Bay Cycling Classic - Tour de Nueva Zelanda Femenino, más 2 etapas - 1 etapa del Tour de Turingia femenino - Giro del Trentino Alto Adige-Südtirol, más 1 etapa - Memorial Davide Fardelli - Chrono Champenois-Trophée Européen - 2 etapas del Giro de la Toscana-Memorial Michela Fanini - Campeonato Mundial Contrarreloj 2012 - Santos Women's Tour, más 1 etapa - Tour de Catar Femenino - 1 etapa del Tour de Nueva Zelanda - Tour de Flandes - Iurreta-Emakumeen Bira - Campeonato de Alemania Contrarreloj - Campeonato de Alemania en Ruta - Tour de Turingia femenino - 2.ª en los Juegos Olímpicos en Ruta - 2.ª en la Copa del Mundo - Campeonato Mundial Contrarreloj |

## Resultados en Grandes Vueltas y Campeonatos del Mundo
Durante su carrera deportiva consiguió los siguientes puestos en las Grandes Vueltas femeninas y en los Campeonatos del Mundo en carretera:
| Carrera              | Carrera              | 1995 | 1996 | 1997 | 1998 | 1999 | 2000 | 2001 | 2002 | 2003 | 2004 | 2005 | 2006 | 2007 | 2008 | 2009 | 2010 | 2011 | 2012 |
| -------------------- | -------------------- | ---- | ---- | ---- | ---- | ---- | ---- | ---- | ---- | ---- | ---- | ---- | ---- | ---- | ---- | ---- | ---- | ---- | ---- |
|                      | Giro de Italia       | —    | —    | —    | —    | —    | —    | —    | —    | —    | —    | —    | —    | 7.ª  | 10.ª | Ab.  | 2.ª  | 3.ª  | 6.ª  |
|                      | Tour de l'Aude       | —    | —    | —    | —    | —    | —    | 2.ª  | 1.ª  | 1.ª  | 2.ª  | —    | 7.ª  | 3.ª  | 2.ª  | —    | X    | X    | X    |
|                      | Grande Boucle        | —    | —    | —    | —    | —    | —    | 3.ª  | 7.ª  | 3.ª  | —    | —    | —    | —    | —    | X    | X    | X    | X    |
| Mundial en Ruta      | Mundial en Ruta      | —    | —    | —    | —    | —    | —    | 4.ª  | —    | —    | 1.ª  | —    | 14.ª | —    | 3.ª  | 6.ª  | 5.ª  | —    | 8.ª  |
| Mundial Contrarreloj | Mundial Contrarreloj | 16.ª | —    | 3.ª  | 8.ª  | 6.ª  | 9.ª  | 5.ª  | 9.ª  | 2.ª  | 2.ª  | 4.ª  | 7.ª  | —    | 3.ª  | 4.ª  | 2.ª  | 1.ª  | 1.ª  |

—: no participa

Ab.: abandono

X: ediciones no celebradas

## Equipos
- Team Cratoni-Hawk (1995-1997)
- Red Bull (1999-2001)
  - Red Bull (1999)
  - Red Bull-Stadtwerke Frankfurt/Oder  (2000)
  - Red Bull Frankfurt (2001)
- Saturn (2002)
- Equipe Nürnberger Versicherung  (2003-2005)
- T-Mobile (2006-2007)
  - T-Mobile Professional Cycling (2006)
  - T-Mobile Women (2007)
- High Road/Columbia/HTC (2008-2011)
  - Team High Road ((2008)[4]
  - Columbia Women (2008)
  - Team Columbia Women (2009)
  - HTC-Columbia Women's Team (2010)
  - HTC Highroad Women (2011)
- GreenEDGE/AIS (2012)
  - GreenEDGE-AIS (hasta mayo) (2012)
  - Orica-AIS (2012)